# Западни Сасекс
Западни Сасекс (енгл. West Sussex) је традиционална грофовија Енглеске.